# Jules Caffart
« Caffart » redirige ici. Pour l’article homophone, voir Cafard.
Jules Caffart, né le 8 mai 1888 à Tourcoing et mort le 27 avril 1943 à Mauthausen, est un cheminot, syndicaliste, homme politique et résistant français. Un monument est érigé en sa mémoire à Masny.

## Biographie
Jules Caffart naît le 8 mai 1888 à Tourcoing.
Arrêté à deux reprises, il est condamné à quinze ans de travaux forcés puis déporté. Il meurt le 27 avril 1943 au camp de Mauthausen, mais sa mort n'est annoncée que le 6 février 1946 ; il était conseiller municipal à Masny.
Un monument est érigé en sa mémoire à côté de l'église Saint-Martin et de son cimetière et inauguré fin avril 1946. Il prend place dans une rue qui a été baptisée en son honneur. Une rue porte également son nom à Somain, reliée à deux reprises à celle qui porte le nom d'Emmanuel Lerouge.

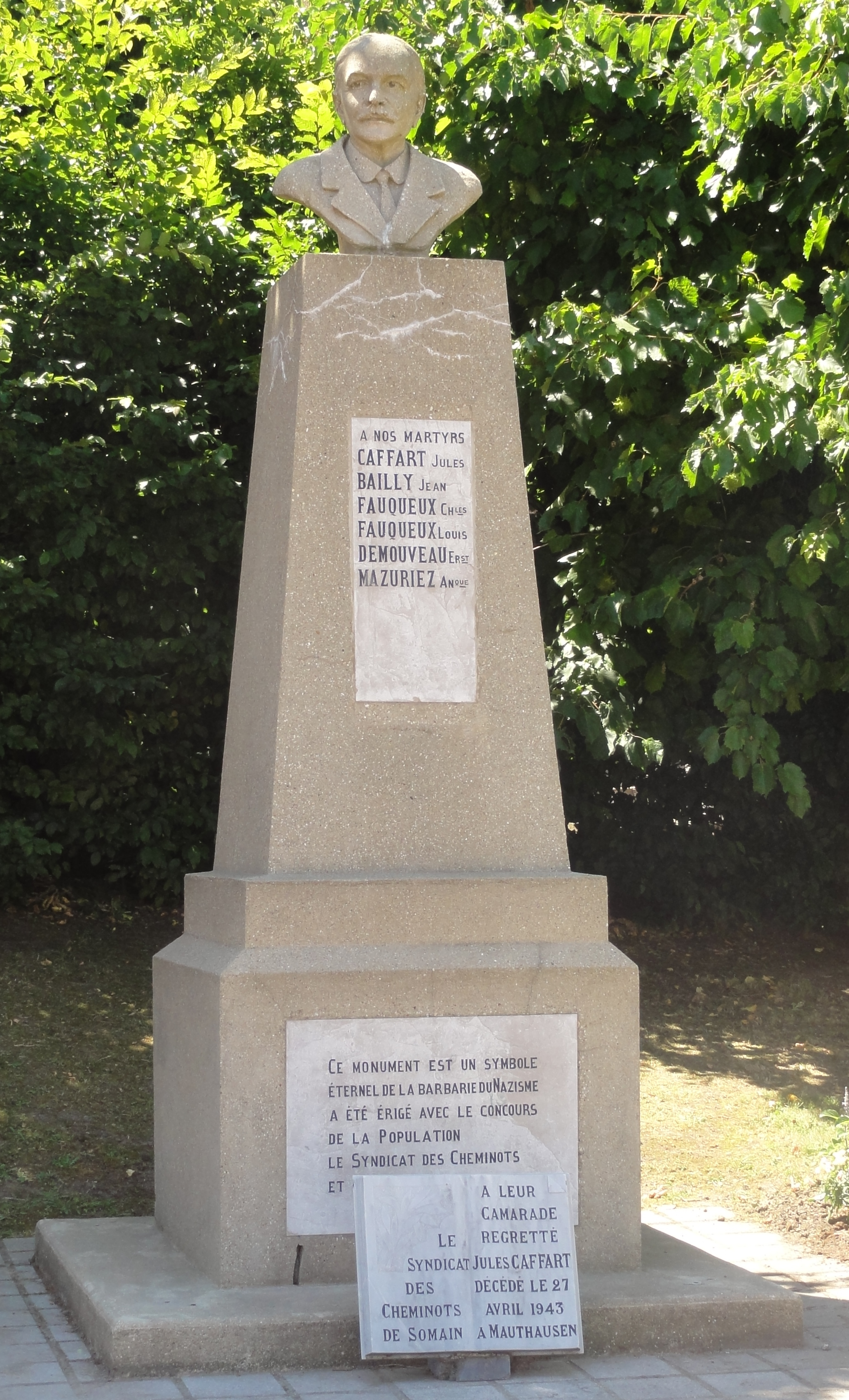
Le monument à Jules Caffart en juin 2018.
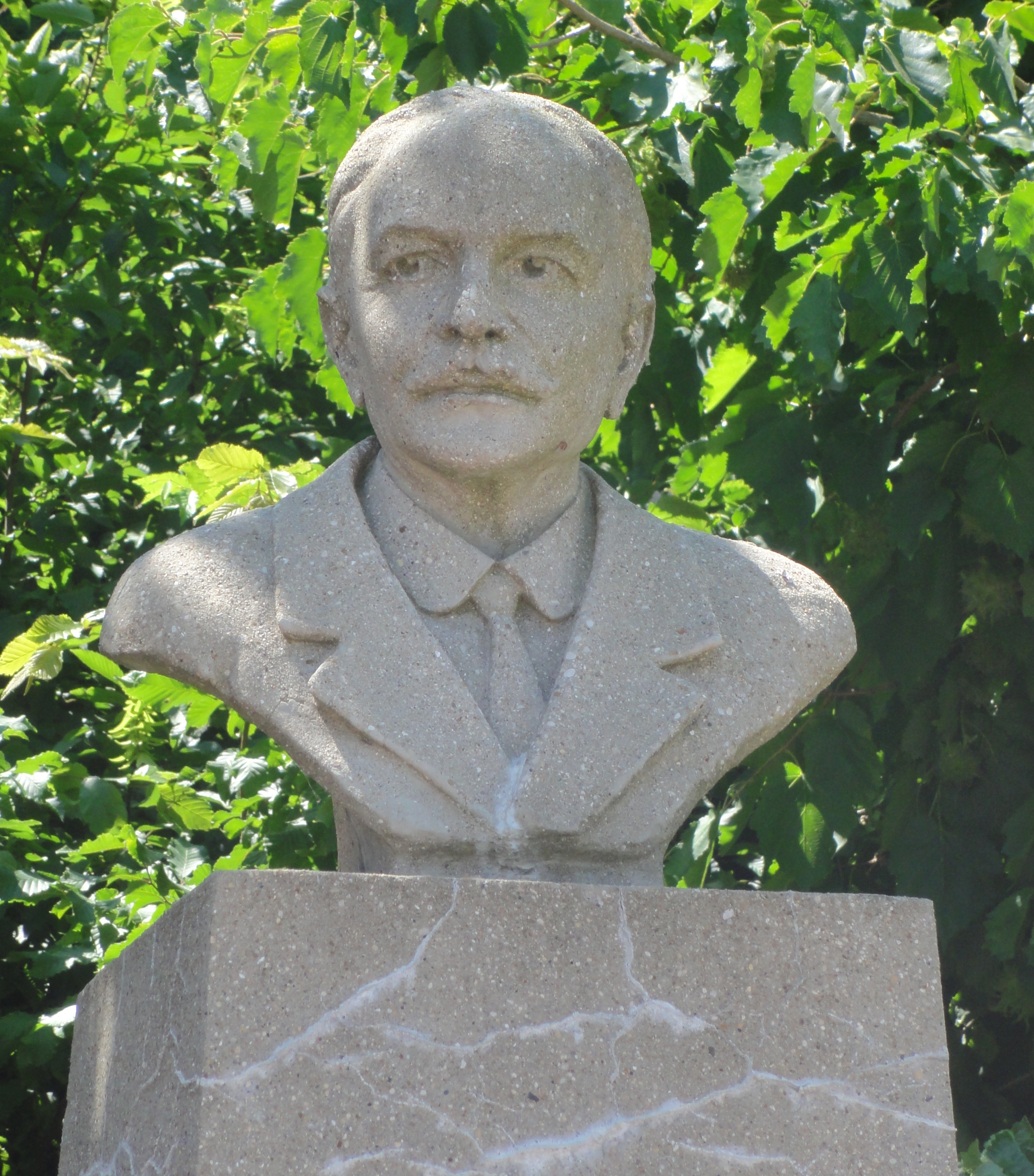
Buste de Jules Caffart sur son monument.
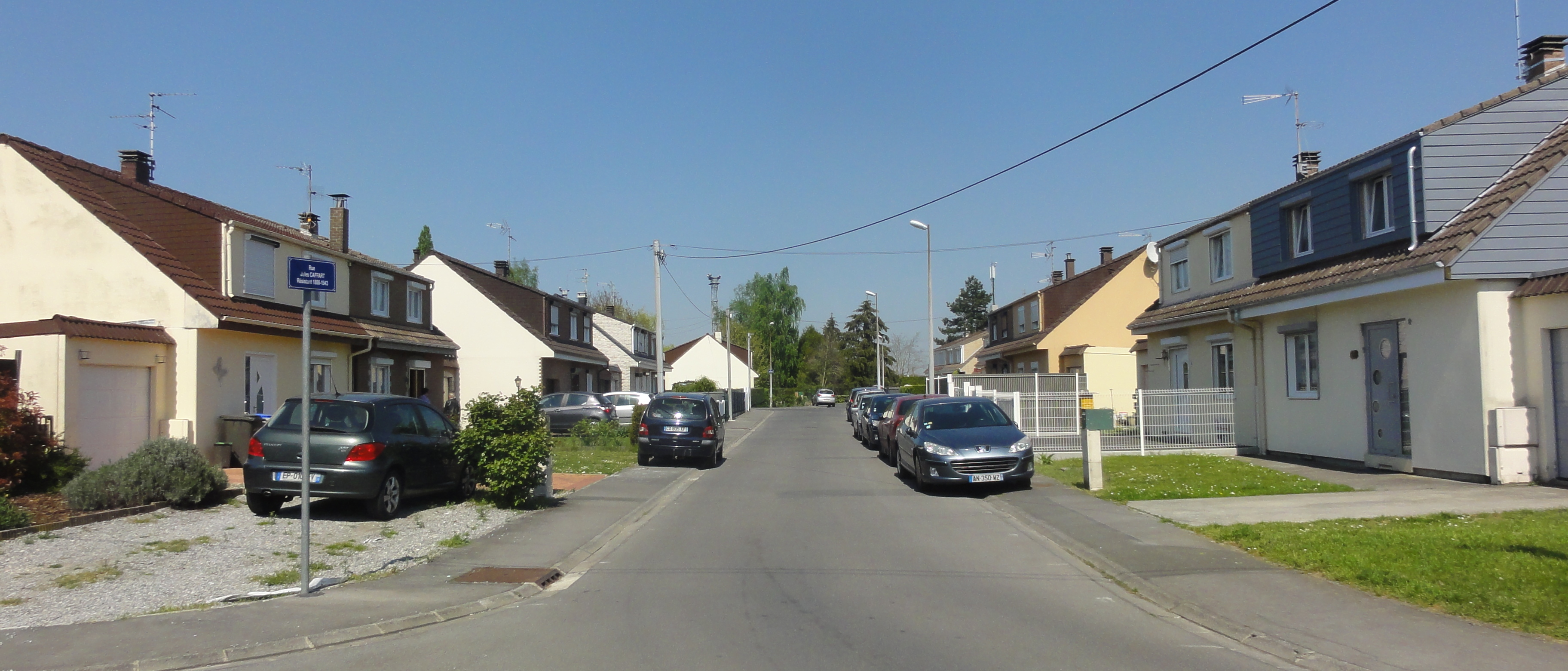
La rue Jules-Caffart à Somain.